# Kozielice (gmina)
Pour les articles homonymes, voir Kozielice.
Kozielice est une gmina rurale du powiat de Pyrzyce, Poméranie occidentale, dans le nord-ouest de la Pologne. Son siège est le village de Kozielice, qui se situe environ 6 km au sud-ouest de Pyrzyce et 39 km au sud-est de la capitale régionale Szczecin.
La gmina couvre une superficie de 94,51 km2 pour une population de 2 595 habitants en 2016.

## Géographie
La gmina inclut les villages de Czarnowo, Kozielice, Łozice, Maruszewo, Mielno Pyrzyckie, Przydarłów, Rokity, Siemczyn, Tetyń, Trzebórz, Trzebórz-Podborze, Zadeklino et Załęże.
La gmina borde les gminy de Banie, Bielice, Myślibórz et Pyrzyce.